# 天使のウィンク 日光猿軍団
天使のウィンク 日光猿軍団（てんしのウィンク にっこうさるぐんだん）は、1995年4月15日に公開（3月25日に大阪天六ホクテンザ1（廃館）にて先行公開）された日本映画である。
高木延秀（忍者）の主演作品。キャッチコピー「人間やめたら本当のやさしさが分かる。」

## ストーリー
日光猿軍団で調教師として働く耕作は、猿の良太が言うことを聞かず悩んでいた。良太は本来は人間として生まれてくるはずだったが、天使の手違いで猿として生を受けてしまったという。
あくる時、良太の前に神様が現れ、10年前の誕生日に生まれた子供を捜すチャンスを与えられ、猿軍団から抜け出す…

## スタッフ
- 製作:須崎一夫（ケイエスエス）、大西加紋（ビックウエスト）、末吉博彦（ヒーロー）
- 企画・エグゼクティブプロデューサー:玉川長太
- 脚本:中岡京平
- 監督:奇田勝也
- 編集:神谷信武
- 協力:日光猿軍団
- 制作:イルカカントリー
- 配給:ヒーロー

## キャスト
- 佐竹耕作：高木延秀
- 一ノ瀬綾子：渡辺美奈代
- 高森先生：布川敏和
- 大島芳江：伊佐山ひろ子
- 神坂：犬塚弘
- 有坂麗子：小川真由美
- 丸尾喜一：田中計
- 間中校長：間中敏雄
- 清子夫人：間中清子
- 教頭先生：植木幸子
- 刑事：小林昭二
- 磯貝：不破万作
- 太朗：松田真弥
- 茂：栗山祐哉
- 鉄夫：福田裕亮
- リカ：金井愛砂美
- 良太（声）：山本圭子
- チーコ（声）、天使（声）：杉山佳寿子
- 神様：丹波哲郎（特別出演）

## 主題歌
石嶺聡子「私がいる」（発売元：東芝EMI）

## 挿入歌
忍者「モンキー・マジック (忍者の曲)」
| スタブアイコン | サブスタブ | この項目は、まだ閲覧者の調べものの参照としては役立たない、映画に関連した書きかけの項目です。この項目を加筆・訂正などしてくださる協力者を求めています（P:映画/PJ:映画）。 |